# Fuente Victoria
Fuente Victoria es una localidad y una entidad local española, bajo la fórmula de EATIM, de la provincia de Almería en la comunidad autónoma de Andalucía perteneciente al municipio de Fondón.
Está situada en la comarca de la Alpujarra Almeriense a 2 km de la capital de municipio, Fondón, y 65 km de la capital de la provincia, Almería. Contaba con una población de 268 habitantes en 2019.
La localidad fue primero denominada Cobda durante la época musulmana y después El Presidio o El Presido de Andarax hasta que en 1922 adoptó su actual denominación. Fue municipio independiente hasta que en 1887 se integró en el de Fondón.

## Geografía

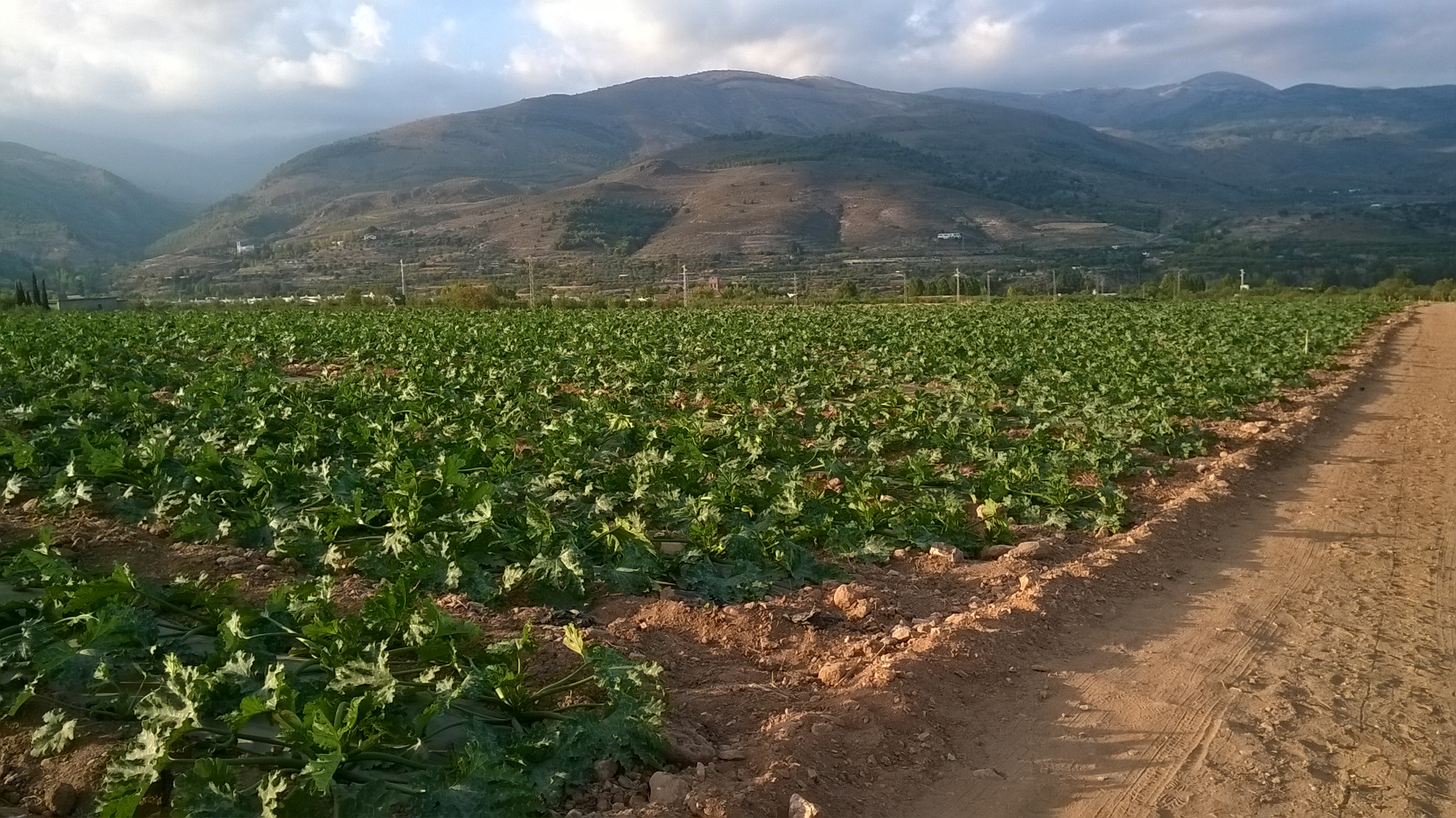
La economía local es principalmente agraria.

Fuente Victoria se encuentra entre las localidades de Fondón y Laujar de Andarax, distando 2 km de ambas. Está en una llanura por donde pasa el río Andarax en su curso alto y entre dos sistemas montañosos: la sierra de Gádor y Sierra Nevada. Su cuota de altitud es de 860 m s. n. m.

## Demografía
| Gráfica de evolución demográfica de Presidio de Andarax entre 1842 y 1877 |
| |
| Población de derecho según los censos de población del INE. Población de hecho según los censos de población del INE.Entre el censo de 1887 y el anterior, este municipio desaparece porque se integra en el municipio Fondón.- Por R.O. de 4 de diciembre de 1922 toma el nombre de "Fuente Victoria". |

| 2000 | 2001 | 2002 | 2003 | 2004 | 2005 | 2006 | 2007 | 2008 | 2009 |
| ---- | ---- | ---- | ---- | ---- | ---- | ---- | ---- | ---- | ---- |
| 231  | 234  | 235  | 240  | 235  | 232  | 244  | 247  | 239  | 237  |

## Monumentos

### Monumentos civiles
- La casa grande: se cuenta que en ella residió el último rey de Granada, Boabdil. Sin embargo, este edificio, también conocido como "Casa de los Palomar", por una labra heráldica que hay en su puerta principal, o "Palacio del Rey Chico", data del siglo XVII y es de estilo mudéjar.[cita requerida]

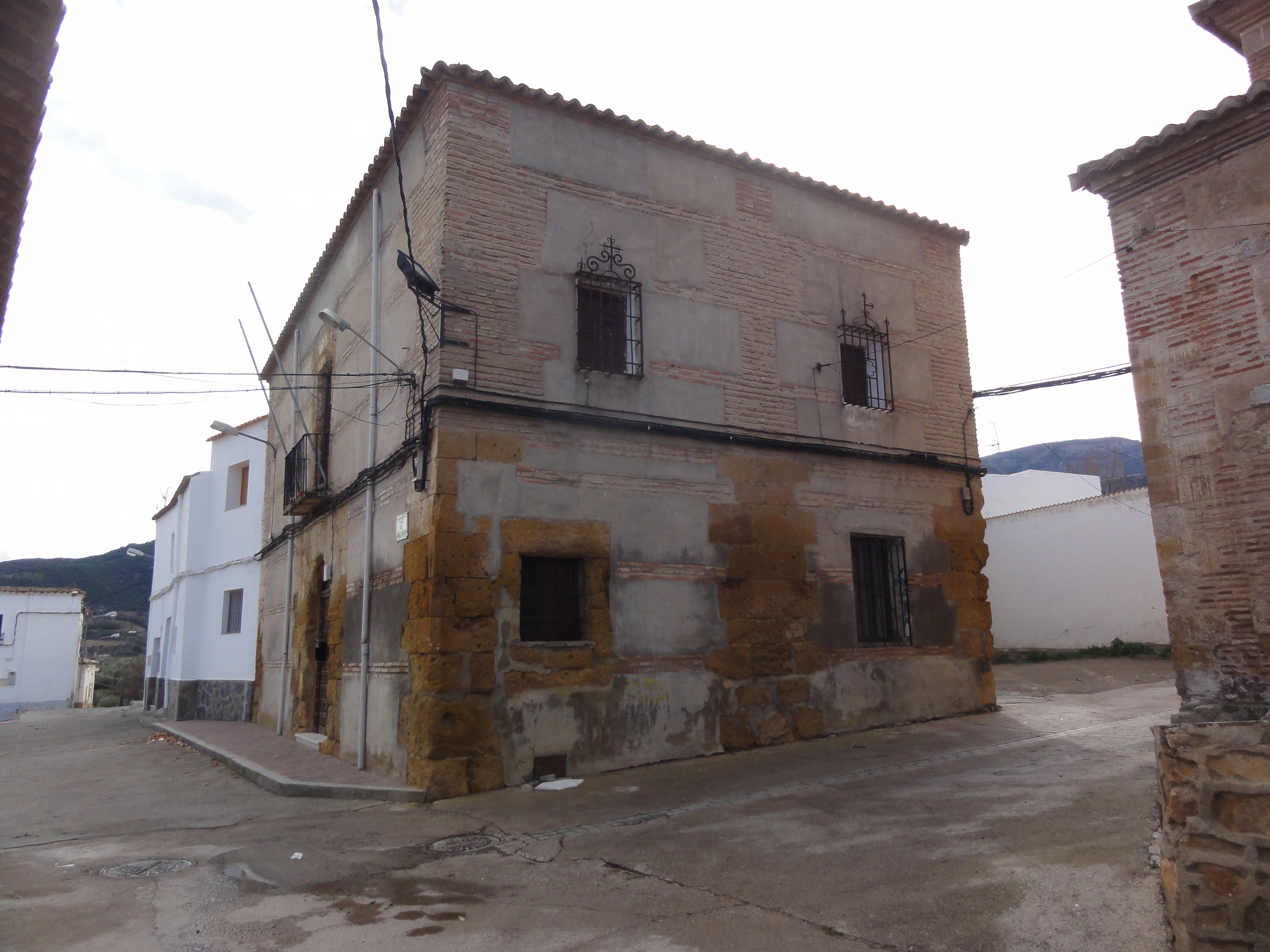
Antiguo pósito.

- Antiguo pósito.Pósito-ayuntamiento: es un edificio muy transformado en su interior. Sus rasgos estadísticos apoyan la posibilidad de que fuera construido en la repoblación de 1572. Fue sede en el concejo del ayuntamiento de Codba, más tarde llamada Presidio del Andarax por ser presidio de soldados.
- La casa de Don Fernando Hita: fue construida a finales del siglo XIX. Pertenece a una burguesía local. A su derecha se encuentra el jardín de la casa, elemento que en la zona esta casi desaparecido en esta clase de casas. Fue donada recientemente por los propietarios al pueblo de Fuente Victoria. Actualmente es la sede de la EATIM.
- Fuente de la plaza Maestro Barco: es una fuente sencilla, modernista, con piedras procedentes de las minas. Data del siglo XIX.
- Fuente de la Reina: se cuenta que, tras la muerte de la mujer de Boabdil, Moraima, se construyó en su honor esta fuente.

Casa grande o del Rey Chico
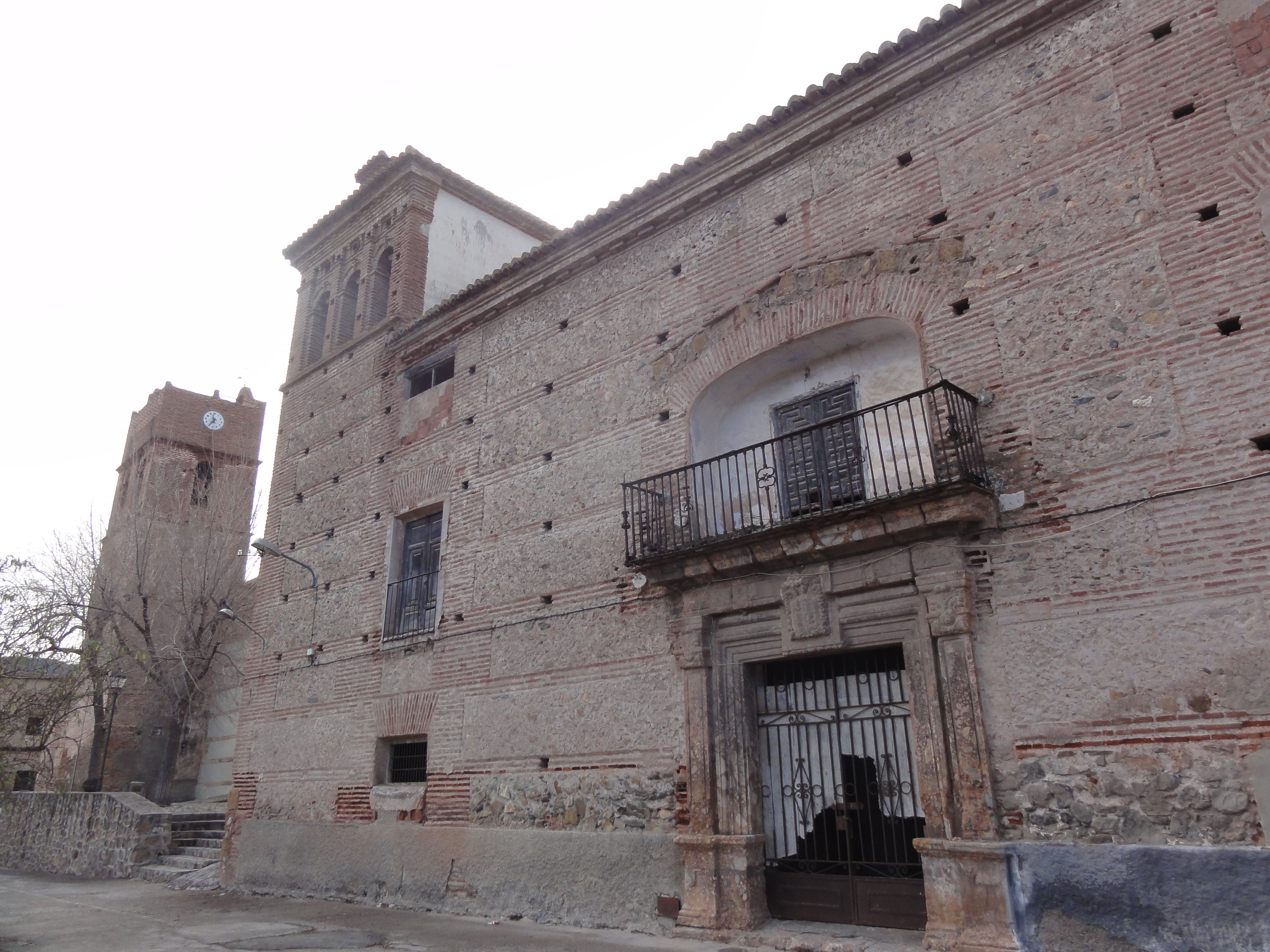
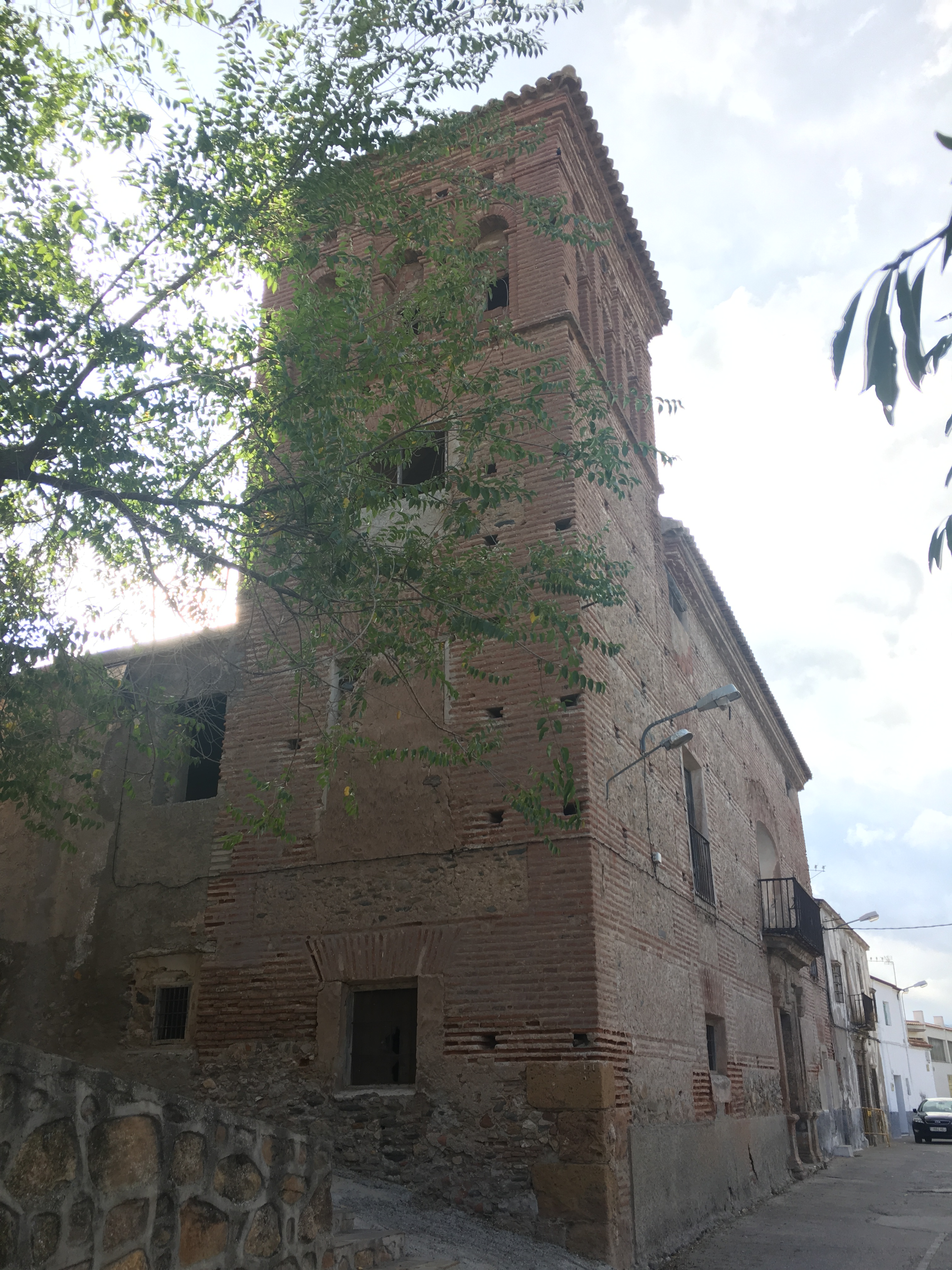
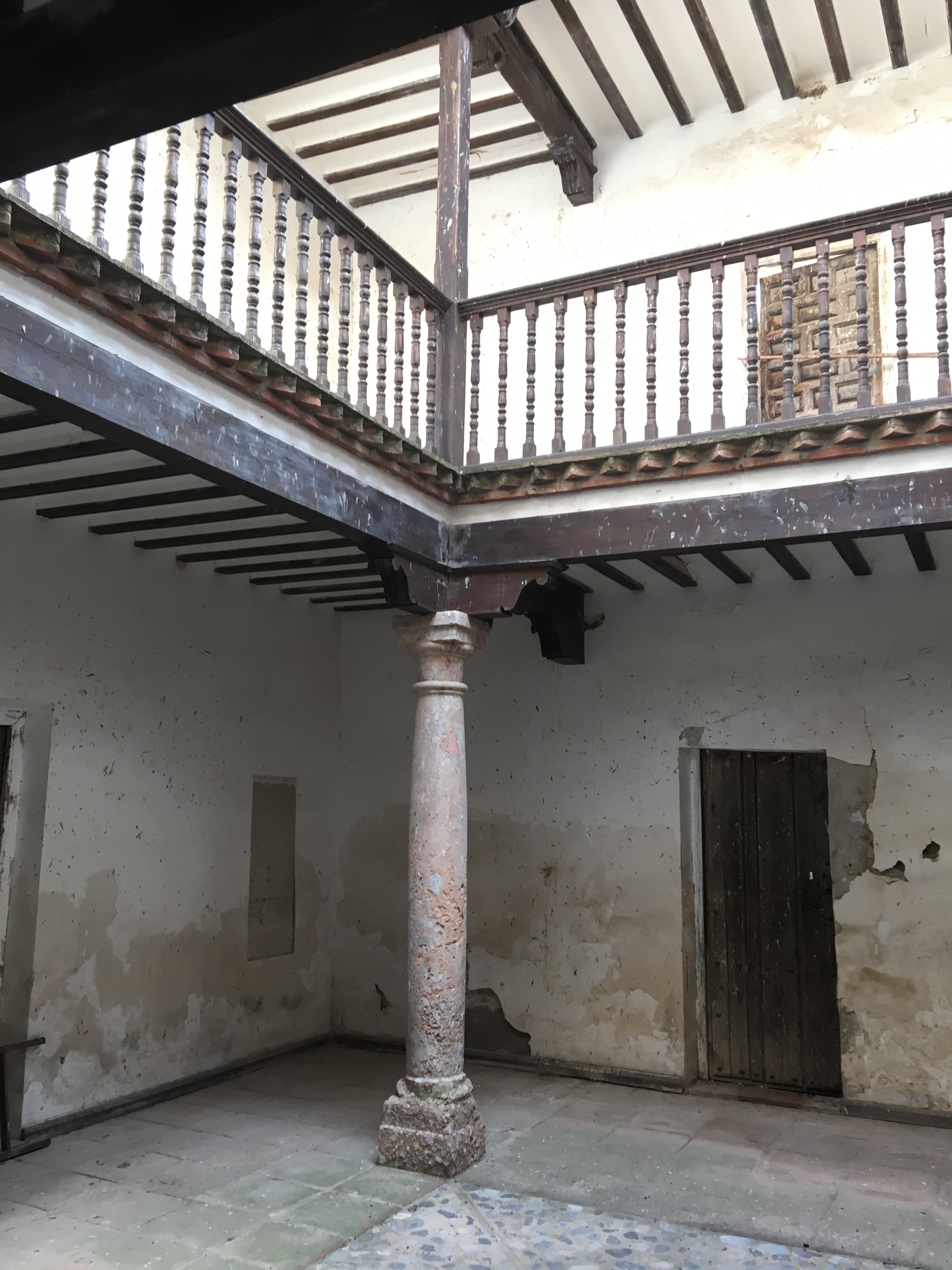
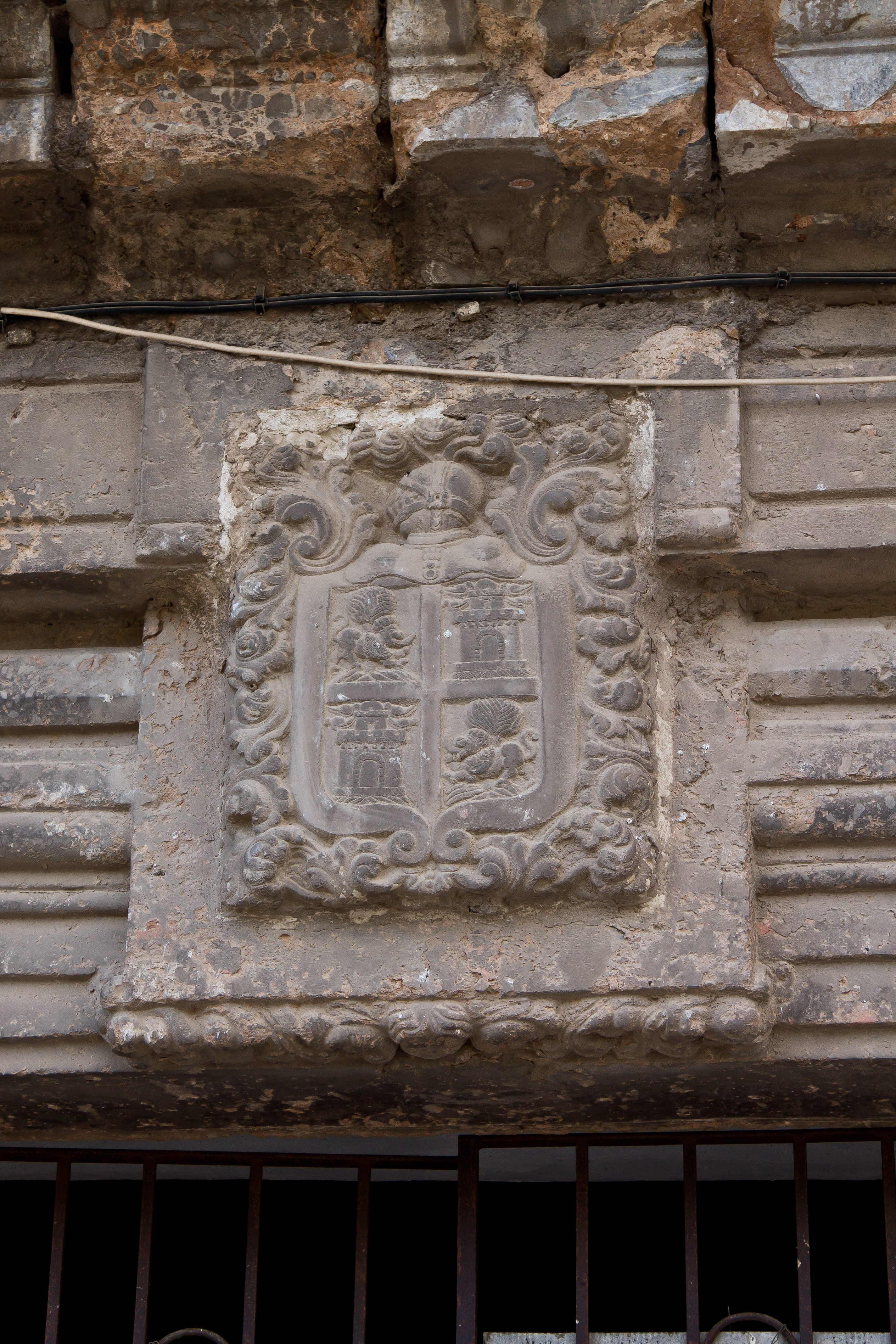
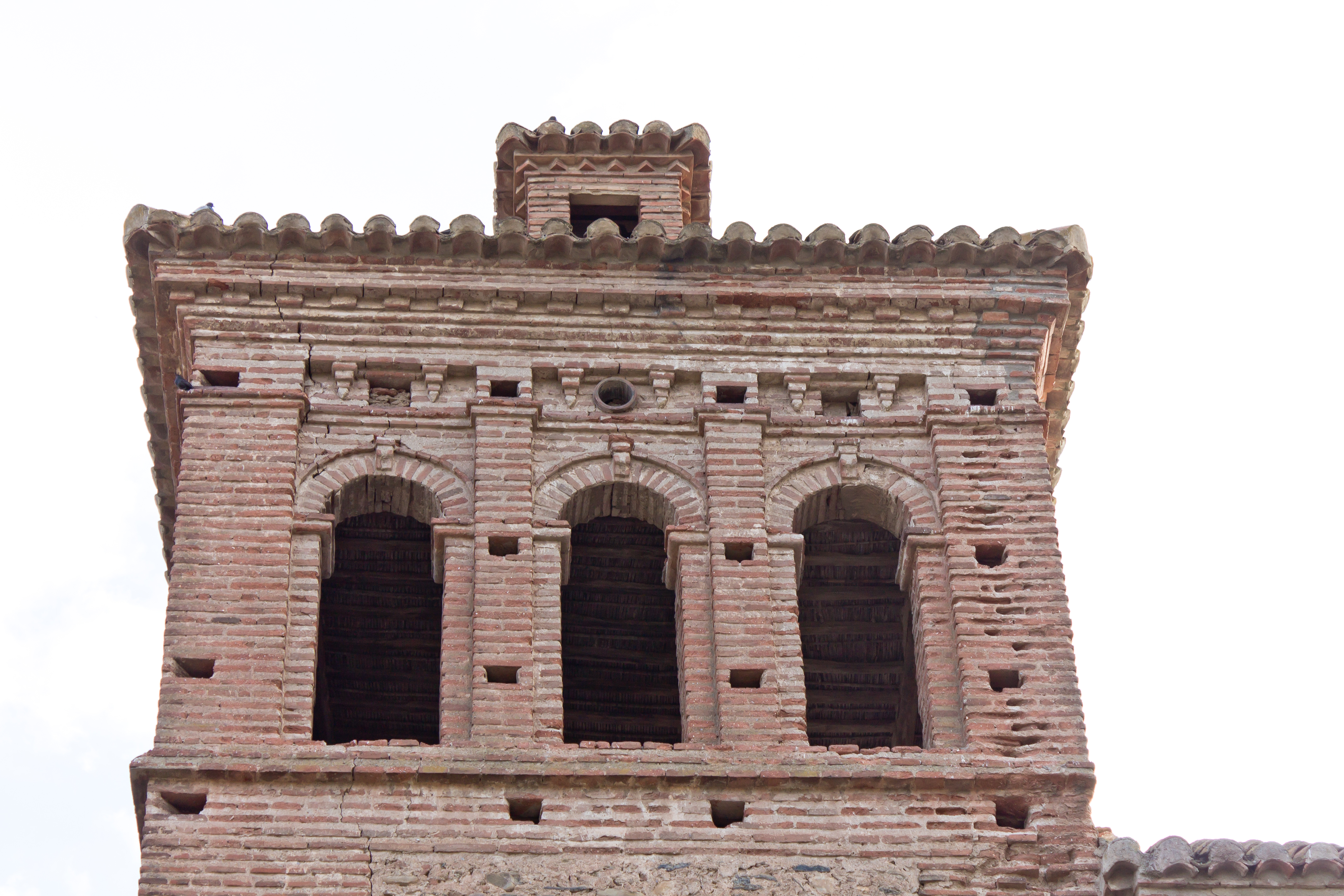

### Monumentos religiosos

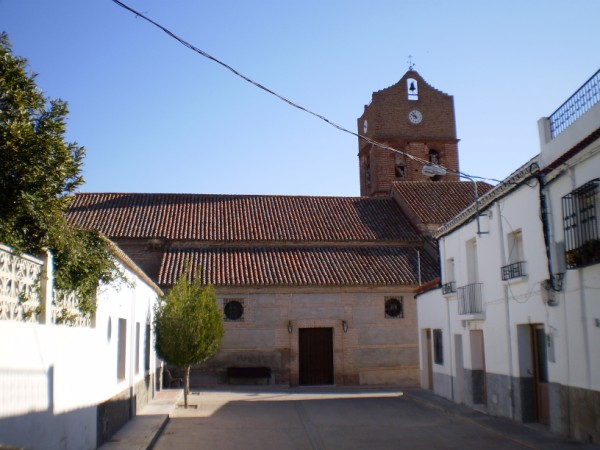
Iglesia de le Encarnación.

- Iglesia de le Encarnación.Iglesia parroquial de la Encarnación: este templo es un ejemplo de mezcla de diferentes estilos arquitectónicos como el mudéjar, el gótico, el renacentista y el barroco. Fue construido en 1557, fue quemado durante la rebelión morisca y después fue reconstruido según un proyecto de Juan Alonso.

- Ermita de Nuestra Señora la Reina de los Ángeles: Es el lugar donde se venera la Sagrada Imagen de Nuestra Señora La Reina de los Ángeles, Patrona del pueblo.Su primera construcción data del siglo XVII. Fue en junio de 1618 cuando Don Francisco de Morales y Valdivia mandó en su testamento que se construyera. Se sitúa a menos de 1 km, pero extramuros del mismo. Es de estilo mudéjar, aunque tuvo que ser reconstruida prácticamente en los años 90 por su enorme deterioro. En el año 2015, se realizó un nuevo retablo.

## Cultura

### Hermandades de Fuente Victoria
Hermandad de la Reina de los Ángeles
Según el citado certificado redactado el 12 de abril de 1769 por Diego Pascual del Moral, cura de las iglesias del Presidio (antiguo nombre de Fuente Victoria) y Benecid, dice que en la parroquia del Presidio existía la:

Hermandad de Nuestra Señora de los Ángeles que esta en la Ermita de este dicho lugar, que comenzó el año de mil setecientos cuarenta y cuatro, con constituciones aprobadas por el Ilustrísimo Señor d. Phelipe de los Tueros Arzobispo de Granada.Los gastos que tiene dicha Hermandad son una Procesión y Misa cantada con sermón en el día quince de agosto, día de la Asunción de Nuestra Señora y otra Misa cantada el día del Dulce Nombre de Jesús y una Memoria de Misa Cantada en Vísperas a el Benefiado de dicha Iglesia y a más de esto pagar en Censo Real de una haza propia de dicha Imagen. No tiene dicha Hermandad comilonas, fuegos ni comedias. Y las referidas funciones las costea con la renta de cuatro fanegas de trigo que pagan por dicha haza; y veinte y siete rs. de un Censo de un Cortijo que dio a censo dicha Hermandad.Y cada hermano que muere deja a dicha Imagen una manda de cuatro rs. y si alguno se anota por hermano, no tiene más carga que costear el hacha. Cuyos efectos, después de pagar las funciones referidas, lo restante se aplica a cera para el culto de dicha Imagen.[cita requerida]

Además también existieron en Fuente Victoria la «Cofradía del Santísimo Sacramento», la «Hermandad de la Ánimas Benditas» y la «Hermandad de Nuestra Señora del Rosario». [cita requerida]

### Fiestas populares
- Fiestas patronales: se celebran entre el 14, 15 y el 16 de agosto en honor a la patrona de la localidad, la Reina de los Ángeles, y el Santo Cristo del Consuelo.[6]
- Fiesta en honor a San Francisco de Asís: se celebra el 4 de octubre en honor al patrón del pueblo. Se hace una procesión por las diferentes calles del pueblo y al finalizar un gran "Chisco" en la plaza del pueblo con bocadillos de jamón y sangría.
- Fiesta de los "Alcaldillos": se celebra el 28 de diciembre.

Su origen se remonta hacia la Edad Media. En Fuente Victoria los más viejos del pueblo recuerdan que desde antes de la guerra siempre se celebró el día 28 de diciembre aprovechando que era el día de los Santos Inocentes. El motivo de la fiesta era recaudar dinero para las ánimas benditas. Pero se aprovecha para dar rienda suelta a la provocación y a la juerga.
Durante la guerra la fiesta se prohibió y después de la guerra esta se volvió a recuperar pero con características distintas.
La principal característica era que, siendo una fiesta de carácter religioso, se usaba la figura del alcalde, para llevar a cabo la falsa.
Consistía en que dos personas del pueblo se disfrazaban de "alcaldillos" y disponían del poder de forma particular, ese día eran los "amos" del pueblo. Pedían dinero y dictaban normas que todo el mundo tenía que cumplir. A los transeúntes y gente del pueblo también se les pedía dinero y, si se negaban a pagar, se les amenazaban con llevarlos a «Casa Cabildo» (ayuntamiento) o «La Romanilla» (la cárcel).
Ese día era una algarabía. Los jóvenes se escondían en los tejados de las casa huyendo de los Alcaldillos. Algunos jóvenes provocaban a los alcaldillos (quitándole la gorra, el callao...) para que se tiraran detrás de ellos, al joven que no conseguían pillar por el día, por la noche se entregaba voluntariamente y daba un donativo.
Los alcaldillos, acompañados de los músicos, iban por las casas pidiendo dinero y tocando coplas de ánimas.
Por la noche se celebraba el baile de pujas que hacían los músicos del pueblo, más tarde se celebraba el baile.
- Semana Santa

Entre los actos que se realizan en Fuente Victoria durante la Semana Santa, destaca el Vía Crucis que tiene lugar el Viernes Santo con el Cristo del Consuelo.
El Domingo de Resurrección en Fuente Victoria se hacían varios actos:
- En las vísperas del Domingo de Resurrección los jóvenes del pueblo iban por todas las calles quitando todas la macetas que había en la puerta, balcones y terrazas de las casas. Cuando las tenían, hacían un gran pasillo por toda la calle hasta la puerta de la iglesia, además hacían arcos y ponían banderas para celebrar la Resurrección del Señor. (Esta actualmente se celebra).
- El Domingo de Resurrección Tradicionalmente, por la mañana se celebraba la Santa Misa. El sacerdote realizaba una Procesión de Entrada por el pasillo de macetas, bendiciéndolo. Una vez finalizada la Misa, se realizaba la Procesión del Encuentro, del Niño Dios Resucitado y la Virgen de los Dolores. La Virgen que lleva con un manto negro se le cambia por uno blanco y se voltean las campanas por la Resurrección del Señor. La procesión del Encuentro durante muchos años no se realizó por el deterioro de la Imagen del Niño Dios. Durante unos años (2013-2015) se volvió a recuperar. Lamentablemente, no se ha vuelto a realizar.
- Jueves Lardero

Se celebra el jueves antes del Miércoles de Ceniza, la fiesta consiste en irse un día a pasarlo en el campo (a la sierra, a la vega o a un cortijo). Lo importante es estar con los amigos o familiares hablando, jugando... Es muy importante llevarse agua, bocadillos, tortilla de patatas...
- Navidad

Junto a la Fiesta de los Alcaldillos que se celebra el 28 de diciembre, también existe una Cuadrilla de Ánimas que canta coplas tradicionales por las calles y casas de los vecinos de la localidad. La Cuadrilla está compuesta principalmente por jóvenes que tocan instrumentos tradicionales (guitarra, bandurria, laúd,...). El objetivo de la Cuadrilla es recaudar dinero para las Ánimas Benditas y así lo cantan en el estribillo de las coplas: “Dale, dale la Santa Limosna a las Ánimas Benditas. Dale, dale la Santa Limosna que son pobrecitas”. Es habitual que los vecinos inviten a la cuadrilla a productos típicos navideños y se canten villancicos y canciones de la zona.
De especial interés es también el Belén Monumental que se realiza en la parroquia de la Encarnación. En él se pueden encontrar las maquetas de casas alpujarreñas y los principales monumentos del pueblo (el Ayuntamiento, la Placeta Rabitilla, el Palacio del Rey Chico).

## Personas destacadas
- Rafael Barco Molina (1903 - 1995) Músico y compositor nacido en Fuente Victoria. De su obra destaca la zarzuela “En mi jaca zamorana”, las nueve piezas para orquesta y coro “Virgen de los Dolores”, y el concierto en 3 tiempos “Almería moruna”.[7]